# ماري ديشان
ماري ديشان (بالفرنسية: Marie Deschamps)‏ (و. 1952  م) هي قاضية، ومحامية كندية، ولدت في ريبنتينيي.

## التعليم
تعلمت في كلية الحقوق في  جامعة مكغيل ‏، وUniversité de Montréal Faculty of Law ‏.

## جوائز
حصلت على جوائز منها:
- شريك وسام كندا.